# Palabracon polaris
Palabracon polaris är en stekelart som först beskrevs av Josef Fahringer 1930.  Palabracon polaris ingår i släktet Palabracon och familjen bracksteklar. Inga underarter finns listade i Catalogue of Life.